# Wilaya de Constantine
Pour les articles homonymes, voir Constantine.
La wilaya de Constantine (/kɔ̃s.tɑ̃.tin/ ; en arabe : ولاية قسنطينة ; en berbère : ⵜⴰⵡⵉⵍⴰⵢⵜ ⵏ ⵇⵙⵏⵟⵉⵏⴰ) est l'une des 58 wilayas d'Algérie. Elle est située à l'est du pays et donne son nom à son chef-lieu. La wilaya de Constantine est issue d'une partie de l'ancien département français de Constantine.

## Géographie

### Situation
La wilaya de Constantine est une des plus importantes du pays, elle est un carrefour entre l’est et le centre du pays et d’une autre part entre le Tell et les Hauts Plateaux dans l’Est du pays.
Le taux d’urbanisation de la wilaya est de plus de 94 %. 

### Localisation
La wilaya de Constantine est délimitée :
- au nord, par la wilaya de Skikda ;
- à l'est, par la wilaya de Guelma ;
- au sud, par la wilaya d'Oum El Bouaghi ;
- à l'ouest, par la wilaya de Mila ;
- nord-ouest, par la wilaya de Jijel.

| Jijel          | Skikda                | Skikda |
| Mila           | wilaya de Constantine | Guelma |
| Oum El Bouaghi | Oum El Bouaghi        | Guelma |

### Relief

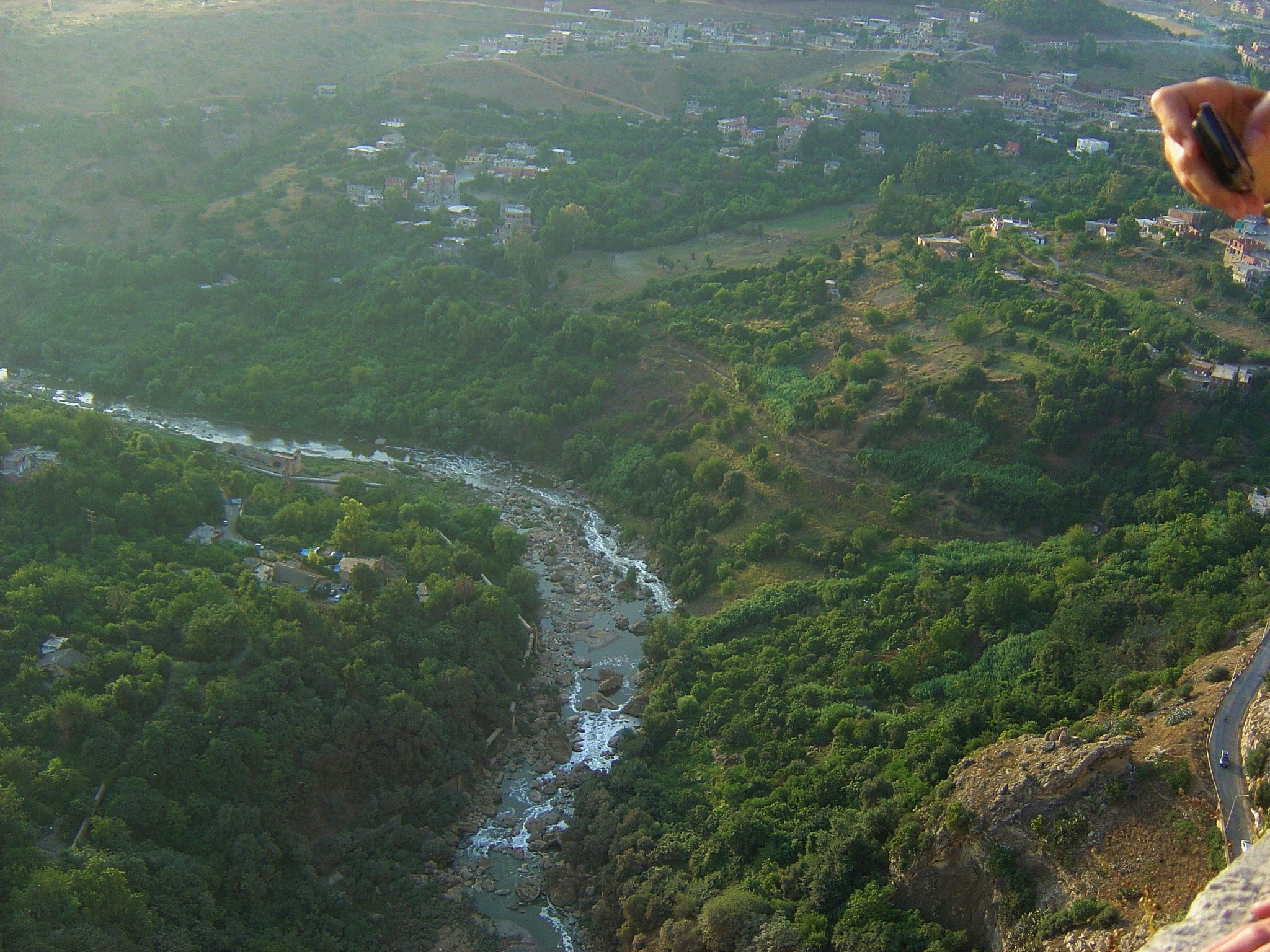
Vallée du Rhummel

La wilaya est constituée de trois zones géographiques :
- La zone montagneuse, située au nord de la wilaya qui constitue le prolongement de la chaine tellienne. Elle dominée par le mont de Chettaba et le massif de Djebel Ouahch. À l’extrême Nord de la wilaya, le mont Sidi Driss culmine à 1 364 m d’altitude.
- Les bassins intérieurs, sont constitués d'une série de dépressions qui s’étend de Ferdjioua (wilaya de Mila) à Zighoud Youcef  et limitée au Sud par les hautes plaines ; cet ensemble est composé de basses collines entrecoupées par les vallées du Rhummel et de Boumerzoug.
- Les hautes plaines sont situées au Sud-Est de la wilaya entre les chaines de l’Atlas tellien et l’Atlas saharien, elles s’étendent sur les communes de Aïn Abid et Ouled Rahmoune.

### Climat
Le climat de la wilaya de Constantine est de type continental. Il enregistre une température variant de 25 à 40° en été et de 0 à 12° en hiver. La pluviométrie est entre 400 et 600 mm par an.

## Ressources hydriques

### Barrages
Cette wilaya comprend les barrages suivants:
- Barrage de Hammam Grouz[4].

Ces barrages font partie des 65 barrages opérationnels en Algérie alors que 30 autres sont en cours de réalisation en 2015.

## Organisation de la wilaya

Organisation territoriale de la wilaya.

### Walis
| N° | Wali                     | Début              | Fin                |
| -- | ------------------------ | ------------------ | ------------------ |
| 1  | Mohamed Kassa Haderbache | 1962               | 10 juillet 1962    |
| 2  | Omar Mokdad              | 10 juillet 1962    | 23 octobre 1962    |
| 3  |                          | 26 octobre 1962    | 1er janvier 1964   |
| 4  |                          | 4 mars 1964        | 1er juillet 1964   |
| 5  |                          | 11 juillet 1964    | 27 janvier 1965    |
| 6  | Abdelkrim Benmahmoud     |                    | 1er septembre 1964 |
| 7  | Abdelkader Kaalache      | 1er septembre 1964 | 26 juillet 1965    |
| 8  | Mohamed Kadi             | 26 juillet 1965    | 29 mai 1970        |
| 9  | M'hamed Hadj Yala        | 18 août 1970       | 17 septembre 1974  |
| 10 | Amar Akbi                | 1974               | 1976               |
| 11 | Djelloul Khatib          | 1976               | 1980               |
| 12 | Chaâbane Aït Abderrahim  | 1980               | 1984               |
| 13 | Abdelhamid Sidi Saïd     | 1984               | 1987               |
| 14 | Rachi Merazi             | 1987               | 1987               |
| 15 | Khelifa Bendjedid        | 1987               | 1987               |
| 16 | Ali Saâd                 | 1987               | 1989               |
| 17 | Abdelhamid Brahimi       | 1989               | 1990               |
| 18 | Mokhtar Hamdadou         | 21 août 1991       | 1991               |
| 19 | Hachemi Djiar            | 1991               | 1993               |
| 20 | Abdelaziz Seghir         | 1993               |                    |
| 21 | Khaled Reguieg           |                    | 30 juin 1994       |
| 22 | Brahim Djaffal           | 30 juin 1994       | 11 juillet 1995    |
| 23 | Mohamed El Ghazi         | 11 juillet 1995    | 1998               |
| 24 | Mohamed Nadir Hamimid    | 1998               | 22 août 1999       |
| 25 | Mohamed Tahar Sekrane    | 22 août 1999       | 7 mai 2008         |
| 26 | Abdelmalek Boudiaf       | 7 mai 2008         | 30 septembre 2010  |
| 27 | Noureddine Bedoui        | 30 septembre 2010  | 11 septembre 2013  |
| 28 | Hocine Ouadah            | 24 octobre 2013    | 2015               |
| 29 | Kamel Abbas              | 12 octobre 2016    | 17 juillet 2017    |
| 30 | Abdessamie Saïdoun       | 17 juillet 2017    | 25 janvier 2020    |
| 31 | Ahmed Abdelhafid Saci    | 25 janvier 2020    | 25 août 2021       |
| 32 | Messaoud Djari           | 25 août 2021       | 14 septembre 2022  |
| 33 | Abdelkhalek Sayouda      | 14 septembre 2022  | en cours           |

### Daïras
La wilaya de Constantine compte six daïras.

### Communes
La wilaya de Constantine compte douze communes.

## Santé
- Hôpital Ibn Badis de Constantine.
- Hôpital El Bir de Constantine.
- Hôpital Mohamed Boudiaf d'El Khroub.
- Hôpital Ali Mendjeli
- Hôpital de Zighoud Youcef.
- Hôpital d'El Riad.
- Hôpital de Daksi.
- Hôpital de Djebel Ouahch.
- Hôpital de Sidi Mabrouk.

## Démographie

### Évolution démographique
En 2008, la population de la wilaya de Constantine était de 938 475 habitants contre 662 330 en 1987. 4 communes dépassaient alors la barre des 40 000 habitants:
| 1987    | 1998    | 2008    |
| ------- | ------- | ------- |
| 662 330 | 815 032 | 938 475 |

| Ville           | Population | Taux de croissance annuel 2008/1998 |
| --------------- | ---------- | ----------------------------------- |
| Constantine     | 448 374    | 0,7 %                               |
| El Khroub       | 179 033    | 7,3 %                               |
| Hamma Bouziane  | 79 952     | 3,3 %                               |
| Didouche Mourad | 44 951     | 3,1 %                               |

### Pyramide des âges
À l'instar de la population algérienne, la population de la wilaya est jeune, près de 36 % a moins de 20 ans. La tranche d'âge comprise entre 20 et 59 ans représente plus de la moitié de la population de la wilaya. Corolairement, la population de 60 ans et plus est très faible, seulement près de 8 % de la population totale de la commune. Mais on observe une baisse de natalité depuis la fin des années 1980.
| Hommes | Classe d’âge | Femmes |
| ------ | ------------ | ------ |
| 0,48   | 80 ans et +  | 0,58   |
| 1,39   | 70 à 79 ans  | 1,57   |
| 2,14   | 60 à 69 ans  | 2,38   |
| 4,14   | 50 à 59 ans  | 3,99   |
| 6,02   | 40 à 49 ans  | 6,07   |
| 7,4    | 30 à 39 ans  | 7,62   |
| 10,16  | 20 à 29 ans  | 9,98   |
| 9,84   | 10 à 19 ans  | 9,51   |
| 8,51   | 0 à 9 ans    | 8,18   |

## Agglomération de Constantine
L'aire métropolitaine de Constantine s'étale sur un rayon de 15 à 20 km qui comprend, outre la ville mère de Constantine, deux villes nouvelles et quatre satellites, que sont:
- la ville nouvelle d'Ali Mendjeli, dispose d'une position centrale entre les agglomérations de Constantine, d'El Khroub et d'Aïn Smara.
- la ville nouvelle de Massinissa.
- la ville satellite d’El Khroub, implantée sur un site ouvert, située près d’un important carrefour d’axes. Elle a bénéficié de l’installation d’un grand marché et de deux zones industrielles, que sont Oued Hammimine et Tarf.
- la ville satellite d'Aïn Smara, ancien village, elle possède une zone industrielle.
- la ville satellite de Didouche Mourad, dotée d’une cimenterie et de plusieurs briqueteries, sa position est en rupture topographique avec Constantine.
- la ville satellite de Hamma Bouziane, ancien village colonial.
- la ville satellite de Zighoud Youcef, le plus ancien village colonial.

## Transport
La wilaya de Constantine est traversée par Autoroute de l'Est, 7 routes nationales, 21 chemins de la wilaya et une multitude de chemins communaux.
Le chemin de fer traverse la wilaya de Constantine sur une longueur de 97 km renforcée par le doublement de la voie entre la commune d'Ouled Rahmoune et de Ramdane Djamel (wilaya de Skikda).
La wilaya dispose d’un aéroport international : aéroport de Constantine - Mohamed Boudiaf situé à 10 km du centre-ville.
Depuis juillet 2013 Le tramway de Constantine est actif et dispose d'une seule ligne pour le moment.
Il est aussi possible de se déplacer en téléphérique depuis le centre jusqu'au quartier de l'émir Abdelkader

## Économie
La superficie agricole utile de la wilaya de Constantine est de 127 400 ha, dont la moitié est consacrée à la culture des céréales, le reste est consacré aux : cultures fourragères, légumes secs, cultures maraîchères et l’arboriculture. Les forêts couvèrent 8 % de cette superficie et les terres en jachère un tiers.
L’industrie de la wilaya se répartit en quatre domaines principaux : l'agro-alimentaire, l’industrie mécanique, l’industrie manufacturière et l’industrie des matériaux de construction (ciments, agrégats, etc.).